# Vernon, Indiana
Vernon är administrativ huvudort i Jennings County i Indiana. Orten fick sitt namn efter George Washingtons herrgård Mount Vernon i Virginia. Vid 2010 års folkräkning hade Vernon 318 invånare.

## Kända personer från Vernon
- Lincoln Dixon, politiker